# Fevillea cordifolia
Fevillea cordifolia ist eine Pflanzenart in der Familie der Kürbisgewächse aus der Karibik, Zentralamerika bis ins südliche Mexiko und dem mittleren bis nördlichen und nordwestlichen Südamerika.

## Beschreibung

### Vegetative Merkmale
Fevillea cordifolia wächst als kahle bis mehr oder weniger behaarte, teils verholzende Kletterpflanze. Die Sprossachsen sind rippig, und die Pflanze klettert mit Hilfe von achselständigen und zweiteiligen Ranken.
Die einfachen und wechselständigen, leicht ledrigen Laubblätter sind gestielt. Die bis etwa 10–17 Zentimeter großen Blätter sind ei- bis meist mehr oder weniger herzförmig, spitz bis zugespitzt und ganzrandig oder entfernt gezähnt und manchmal 3–5-fach gelappt bis geteilt. Sie sind meist kahl bis leicht kurz behaart, vor allem auf der handförmigen Nervatur. Die Seitennerven enden am Blattrand mit Drüsen.

### Generative Merkmale
Fevillea cordifolia ist zweihäusig diözisch. Es werden bei den männlichen Pflanzen end- oder achselständige und rispige, kurzhaarige Blütenstände gebildet. An den Seitenachsen ist jeweils ein kleines, fleischiges und drüsiges Tragblatt ausgebildet. Die weiblichen Blüten erscheinen einzeln oder zu zweit. Die funktional eingeschlechtlichen, kurz gestielten, kleinen Blüten sind cremefarben bis gelblich oder orange- bis rosarot und fünfzählig mit doppelter Blütenhülle. An den kurzen Blütenstielen sind minimale und drüsige Tragblätter vorhanden. Die kleinen, leicht bewimperten und drüsig behaarten Kelchblätter, mit einer kleinen drüsigen Schuppe, sind oben mit den Petalen mehr oder weniger verwachsen. Bei den zur Hälfte verwachsenen Kronblättern mit rundlichen, innen behaarten Lappen sind innen, unten mittig, bei den weiblichen Blüten drüsige, Anhängsel oder Rippen ausgebildet. Es sind bei den männlichen Blüten 5 freie, kurze Staubblätter mit zweithekigen (einzig bei Kürbisgewächsen) Antheren vorhanden. Bei den weiblichen Blüten sind Staminodien vorhanden und der dreikammerige Fruchtknoten ist (halb)unterständig mit drei kurzen Griffeln mit zweilappigen Narben. Bei den männlichen Blüten kann manchmal ein Pistillode vorhanden sein.
Es werden rundliche, glatte, bis zu 12–14 Zentimeter große, grüne, dickschalige, meist nicht öffnende Früchte, Kapselfrüchte oder Panzerbeeren, mit im oberen Teil einem Deckel mit einer meist drei- oder vierstrahligen Narbe an der Spitze, an einer umlaufenden Kelchnarbe gebildet. Die Früchte enthalten 6–10 große, abgeflachte, paarig zusammengepresste, rundliche, holzige, bis etwa 4–7 Zentimeter große Samen mit einem dünneren Rand und einer dreischichtigen Samenschale. Die Früchte sind schwimmfähig.

## Verwendung
Aus den stark ölhaltigen Samen kann ein Speiseöl (Secua-, Sequa-, Cacoon- oder Nhandirobaöl) gewonnen werden, welches ähnlich schmeckt wie Erdnussöl. Aus dem Öl werden auch Kerzen hergestellt. Die getrockneten Samen können auch ganz verbrannt werden und so als Leuchtmittel dienen. Das Samenöl von Fevilla trilobata aus Brasilien ist ähnlich, wobei es sich besser als Speiseöl eignet, während jenes von Fevillea cordifolia sich besser als Brennstoff eignet.
Die Samen werden auch medizinisch verwendet, besonders als Gegengift für vegetabilische Vergiftungen mit z. B. dem Wasserschierling, der Gewöhnlichen Brechnuss oder dem Manchinelbaum. Aber auch als Brechmittel in einem Dekokt.